# Francesco Speroni

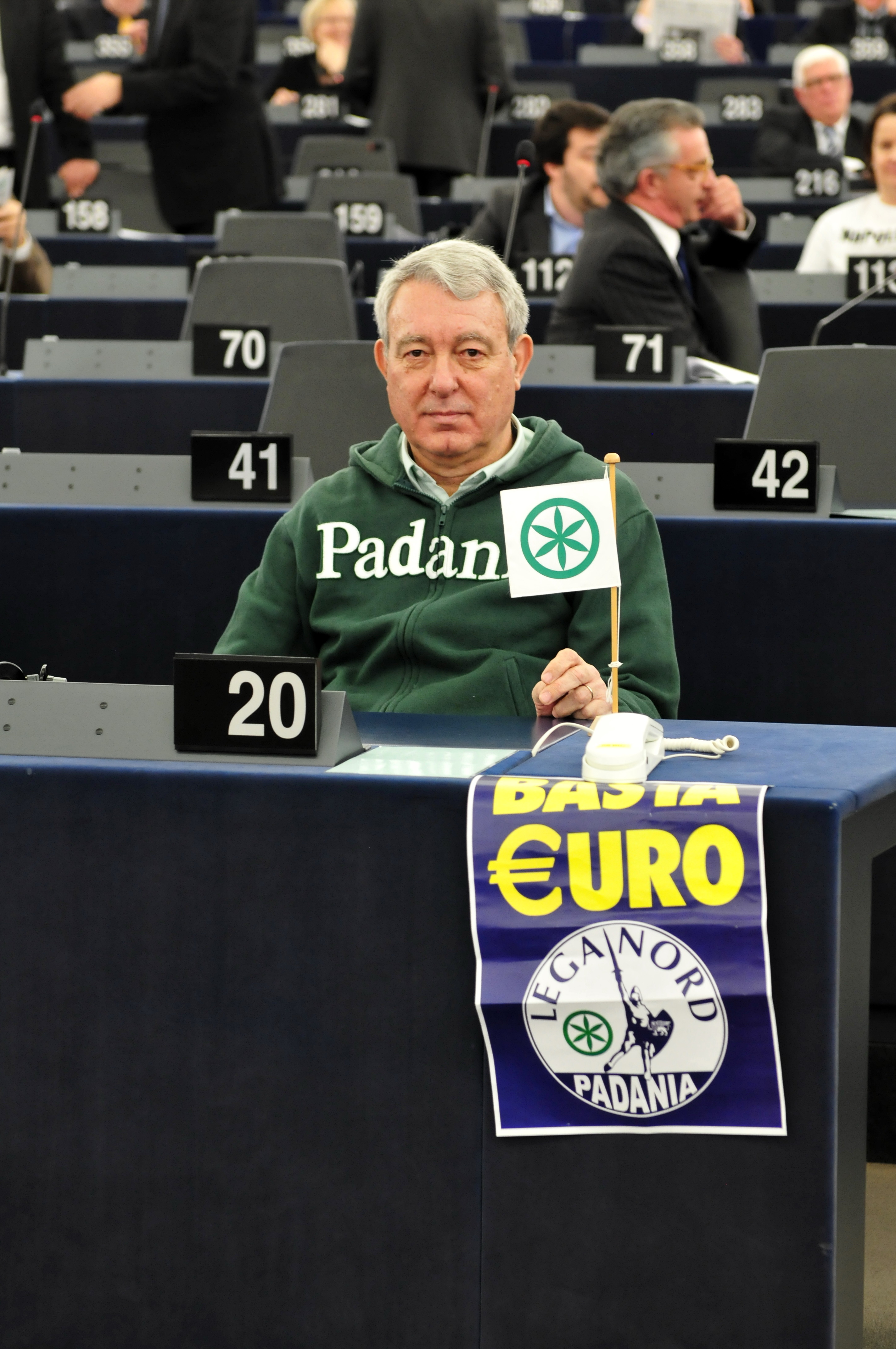
Francesco Speroni 2014

Francesco Enrico Speroni, född 4 oktober 1946 i Busto Arsizio i Lombardiet, är en italiensk politiker inom Lega Nord som var ledamot av Europaparlamentet 1989–1994 och 1999–2014.
Speroni hade politiska uppdrag för Lega Nord på lokal och regional nationell nivå från 1980-talet. senator i Italien 1992–1999 och 1994–1995 var han minister för institutionella reformer i Silvio Berlusconis första regering.
Som företrädare för Lega Nord satt han i Gruppen Frihet och demokrati i Europa (EFD) i Europaparlamentet, och var medordförande i gruppen. Därutöver satt han i utskottet för rättsliga frågor.